# Juan José Santa Cruz López
Juan José Santa Cruz López(Santiago, 26 de abril de 1959) es un abogado, empresario y político chileno.

## Biografía
Nació el 26 de abril de 1959, fruto del matrimonio entre Andrés Santa Cruz Serrano y Mercedes López Latorre (nieta del almirante Juan José Latorre, héroe durante la Guerra del Pacífico). A pesar de que su familia era de tendencia demócrata cristiana, su hermano Andrés Santa Cruz López fue colaborador de dictadura de Augusto Pinochet. Sin embargo, Juan José se opuso al régimen militar votando en contra de la Constitución de 1980.
En 2010 fue miembro fundador del diario El Dínamo junto a Sebastián Iglesias.
El 5 de abril de 2018 renunció a ser nombrado presidente del directorio de Televisión Nacional de Chile (TVN). Posteriormente el 14 de junio, rompió con Ciudadanos —partido que fundó— tras diferencias con el economista y también fundador Andrés Velasco.
Desde diciembre de 2020 se dio a conocer en su estrecho trabajo en la campaña presidencial de Sebastián Sichel.Anteriormente había trabajado en las campañas presidenciales de Andrés Velasco y Soledad Alvear.